# Sverre Riisnæs

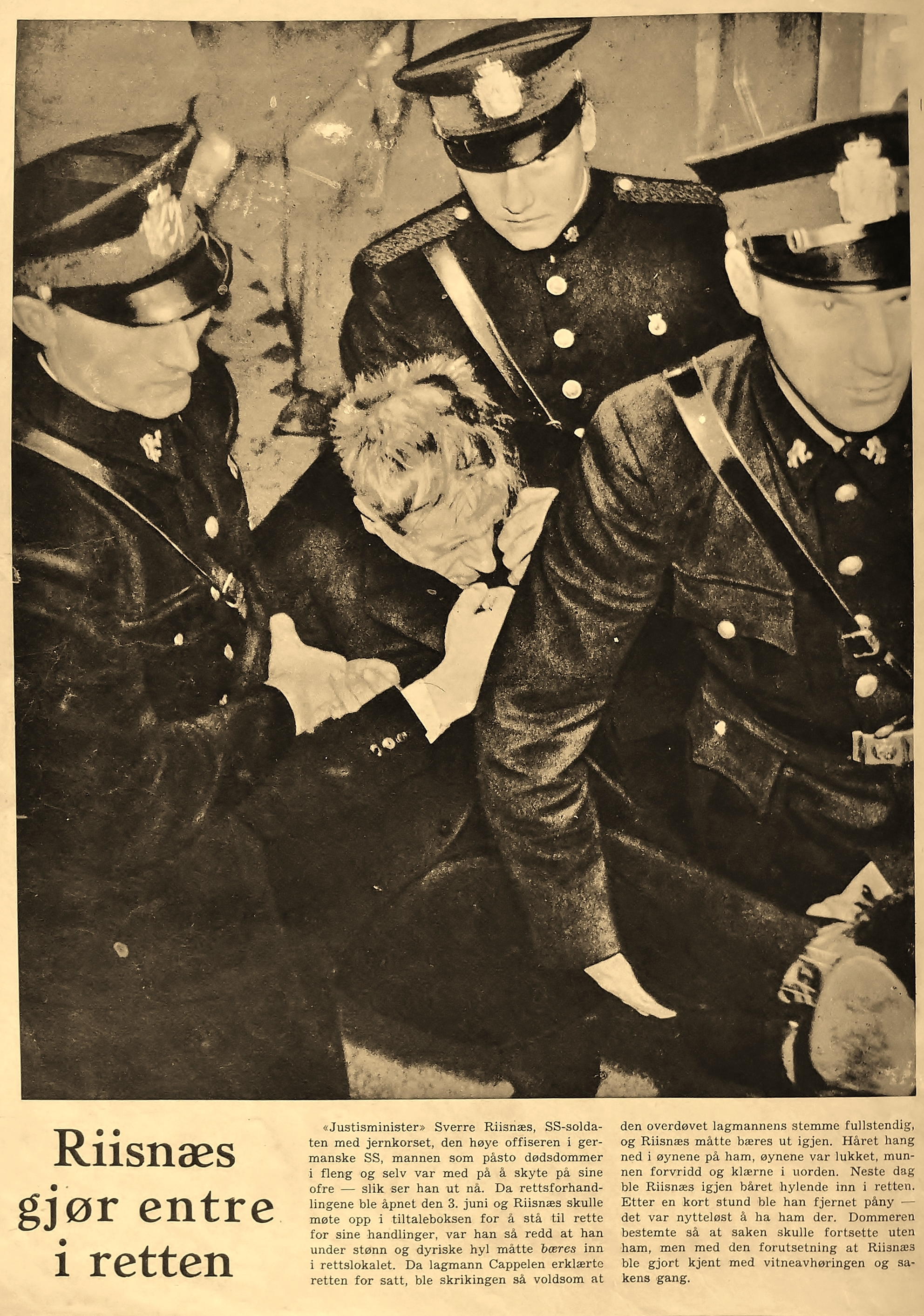
Riisnæs podczas swojego procesu (1947)

Sverre Parelius Riisnæs (ur. 6 listopada 1897 w Vik, zm. 21 czerwca 1988 w Oslo) – norweski kolaborant, szef Germanske SS Norge.
W okresie przedwojennym Sverre Riisnæs pełnił funkcję prokuratora. Po inwazji Niemiec na Norwegię 9 kwietnia 1940 r., wstąpił w lipcu do Nasjonal Samling Vidkuna Quislinga. Znalazł się także jako szef Departamentu Sprawiedliwości wśród członków Rady Komisarzy Ministerialnych powołanej 25 września przez Komisarza Rzeszy Josefa Terbovena. W 1941 r. wszyscy członkowie Rady otrzymali tytuły ministrów, pełniąc swoje funkcje do końca wojny. W międzyczasie wstąpił ochotniczo wraz z Jonasem Lie do 1. Dywizji Pancernej SS „Leibstandarte SS Adolf Hitler”, w której służył jako korespondent wojenny. 1 stycznia 1945 r. Reichsführer SS Heinrich Himmler mianował go także szefem Germanske SS Norge. Po wyzwoleniu Norwegii został aresztowany i osadzony w obozie odosobnienia wraz z innymi członkami norweskiego SS. Na procesie uznano go za chorego psychicznie; większość powojennego okresu spędził w placówkach dla obłąkanych.